# Sainte-Mesme
Sainte-Mesme település Franciaországban, Yvelines megyében. Lakosainak száma 910 fő (2022. január 1.). Sainte-Mesme Ponthévrard, Saint-Arnoult-en-Yvelines, Saint-Martin-de-Bréthencourt, Corbreuse és Dourdan községekkel határos.

## Népesség
A település népessége az elmúlt években az alábbi módon változott:
| Lakosok száma | 911  | 920  | 942  | 939  | 930  | 921  | 912  | 913  | 910  |
|               | 2013 | 2015 | 2016 | 2017 | 2018 | 2019 | 2020 | 2021 | 2022 |